# Di Meola Plays Piazzolla
Di Meola Plays Piazzolla es un álbum de estudio de Al Di Meola. Fue coproducido por Al Di Meola y Hernán Romero y publicado por Mesa/Blue Moon Recordings en 1996. 
Fue grabado en los estudios Skyline y The Tracking Zone, de New York, y The Sound Chamber, en Hollywood del Norte, entre 1990 y 1996, mientras que los ingenieros de grabación fueron Roy Hendrickson, David Baker, Joe Ferla y Scott Ansell.
Entre los temas incluidos en dicho álbum, se encuentran Tango II, Oblivion y Milonga del Ángel, de Astor Piazzolla; Verano Reflections, de Astor Piazzolla y Al Di Meola y un tributo a Piazzolla titulado Last Tango for Astor.
Algunos de los músicos invitados fueron Chris Carrington, Hernán Romero y el bandeonista argentino Dino Saluzzi.
Al Di Meola dedicó el álbum a la memoria de su amigo, Astor Piazzolla.

## Pistas del álbum
1. Oblivion (Astor Piazzolla) - 6:01
2. Café 1930 (Astor Piazzolla) - 6:13
3. Tango Suite Part I (Astor Piazzolla) - 8:49
4. Tango Suite Part III (Astor Piazzolla) - 8:50
5. Verano Reflections (Astor Piazzolla/Al Di Meola) - 4:10
6. Night Club 1960 (Astor Piazzolla) - 5:44
7. Tango II (Astor Piazzolla) - 5.33
8. Bordel 1900 (Astor Piazzolla) - 4:30
9. Milonga del Ángel (Astor Piazzolla) - 3:44
10. Last Tango for Astor (Al Di Meola) - 6:20

## Personal
- Al Di Meola = Guitarra acústica, guitarras, flauta andina, percusión, orquestación, arreglos musicales, voces, productor.

Solo de guitarra (en Milonga del Ángel).
- Hernán Romero = Teclados, charango, voces. Coproductor (en Oblivion).

- Christopher Chris Carrington = Guitarras.

- Dino Saluzzi = Bandoneón.

- Arto Tuncboyacian = Percusión y voces.

- Gumbi Ortiz = Congas y percusión.

- Spyros Poulos = Programación.

- David Baker = Ingeniero de grabación, productor asistente.

- Rich Tozzolo = Ingeniero asistente de grabación.

- Vince Mendoza = Arreglador de sesión de cuerdas.

- Roy Hendrickson = Ingeniero de grabación.

- Mike Nuceder = Ingeniero asistente de grabación.

- Sean Haines = Ingeniero asistente de grabación.

- Dan García = Ingeniero de grabación (sesión de cuerdas).

- Joe Ferla = Ingeniero de grabación (en Last Tango for Astor).

- Scott Ansell = Ingeniero de grabación (en Last Tango for Astor).